# Rising Star Games
Rising Star Games é uma públicadora de jogos de video game. A empresa tem como foco a distribuição de jogos japoneses para Europa e Austrália.

## Jogos distribuídos
- Muramasa: The Demon Blade - Wii
- Little King's Story - Wii
- XG Blast! - Nintendo DS
- Rune Factory: A Fantasy Harvest Moon - Nintendo DS
- Harvest Moon DS: Island of Happiness - Nintendo DS
- Colour Cross - Nintendo DS
- Jewel Master: Cradle of Rome - Nintendo DS
- Dungeon Maker - Nintendo DS
- Flower, Sun and Rain - Nintendo DS
- R-Type Tactics - PSP
- Bakushow - Challenge Your Friends - Nintendo DS
- Baroque - Wii e PlayStation 2
- Ecolis - Save the Forest - Nintendo DS
- No More Heroes - Wii
- Bomberman Land Wii - Wii
- Bomberman Land - PSP
- Bomberman Land Touch! 2 - Nintendo DS
- Harvest Moon Magical Melody - Wii
- Valhalla Knights - PSP
- Innocent Life - PSP
- Swords of Destiny - PlayStation 2
- Ys Strategy - Nintendo DS
- Harvest Moon DS - Nintendo DS
- Rainbow Islands Evolution - PSP
- Bubble Bobble Double Shot - Nintendo DS
- Bomberman Land Touch! - Nintendo DS
- Rainbow Islands Revolution - Nintendo DS
- Snowboard Kids - Nintendo DS
- Contact - Nintendo DS
- New Zealand Story Revolution - Nintendo DS
- Harvest Fishing - Nintendo DS
- Bubble Bobble Evolution -PSP
- Pilot Academy - PSP
- Space Invaders Evolution - PSP
- Kromaia - PS4 e Windowns